# Eddy in London
Albums de Eddy Mitchell
Voici Eddy... c'était le soldat Mitchell
(1963) Panorama
(1964)
Singles
1. Sentimentale
Sortie : Novembre 1963

Eddy in London chante 12 R n' R classics  (titre complet), est le deuxième album studio d'Eddy Mitchell, sorti en décembre 1963. Comme son titre l'indique, il est composé de classiques du rock 'n' roll enregistrés à Londres.

## Histoire
Cet album, enregistré du 7 au 10 octobre 1963 au studio de Pye Records à Londres, est le premier disque entièrement composé d'adaptions françaises de standards du rock 'n' roll initialement enregistrés par Elvis Presley, Gene Vincent, Eddie Cochran, Buddy Holly et Little Richard, faisant la part belle à ce dernier.
Eddy Mitchel est accompagné par les musiciens du groupe London All Stars de Bobby Graham et Big Jim Sullivan,.

## Réception
Selon l'édition française du magazine Rolling Stone, l'album est le 44e meilleur album de rock français. Il est également inclus dans l'ouvrage Philippe Manœuvre présente : Rock français, de Johnny à BB Brunes, 123 albums essentiels.

## Liste des titres
| 1.  | Te voici (Mean Woman Blues)               | Ralph Bernet (adaptation)                | P. Guitton, Claude Demetrius (en)        | 2:49 |
| 2.  | Blue jean bop (Blue Jean Bop)             | Ralph Bernet, Daniel Gérard (adaptation) | Hal Levy, Gene Vincent                   | 2:35 |
| 3.  | Kansas City (Kansas City)                 | J. Guido, Jean Constantin (adaptation)   | Jerry Leiber et Mike Stoller             | 2:42 |
| 4.  | Comment vas-tu mentir ? (C'mon Everybody) | Claude Moine (adaptation)                | Eddie Cochran, Jerry Capehart            | 2:29 |
| 5.  | Belle Honey (Money Honey)                 | Claude Moine (adaptation)                | Jesse Stone                              | 2:45 |
| 6.  | Ready Teddy (Ready Teddy)                 | Claude Moine (adaptation)                | John Marascalco, Robert Blackwell        | 2:04 |
| 7.  | Jolie Miss Molly (Good Golly, Miss Molly) | Georges Aber, J. Eigel (adaptation)      | John Marascalco, Robert Blackwell        | 3:00 |
| 8.  | Sentimentale (Baby I Don't Care (en))     | Michel Emer (adaptation)                 | Jerry Leiber, Mike Stoller               | 1:58 |
| 9.  | C'est le soir (Rip It Up)                 | Claude Moine, Gisèle Vesta (adaptation)  | John Marascalco, Robert Blackwell        | 2:20 |
| 10. | L'oncle John (Long Tall Sally)            | Gisèle Vesta (adaptation)                | John Marascalco, Robert Blackwell        | 1:55 |
| 11. | Peggy Sue (Peggy Sue)                     | M. Libert (adaptation)                   | Buddy Holly, Jerry Allison, Norman Petty | 2:37 |
| 12. | Jolie Mélodie (Cherished Memories)        | Ralph Bernet (adaptation)                | Sheeley                                  | 1:56 |

### Titres bonus (réédition CD)
Ces titres enregistrés durant les sessions de l'album Eddy in London, sont sortis, en 1963, uniquement en Super 45 tours (Barclay 70587).
| No  | Titre                                                    | Paroles                   | Musique                                               | Durée |
| --- | -------------------------------------------------------- | ------------------------- | ----------------------------------------------------- | ----- |
| 13. | Ma maîtresse d'école (Don't School A Fool)               | Claude Moine (adaptation) | Mort Shuman, Doc Pomus                                | 2:14  |
| 14. | Tu n'as rien de tout ça ((You're the) Devil in Disguise) | Ralph Bernet (adaptation) | Bernie Baum (en), Bill Giant (en), Florence Kaye (en) | 2:27  |
| 15. | Rien non rien (Run Fool Run)                             | Claude Moine (adaptation) | Mort Shuman, Doc Pomus                                | 2:19  |

## Crédits

### Musiciens
- Bobby Graham : batterie
- Alan Weighel : guitare basse
- Big Jim Sullivan : guitare solo
- Vic Flick : guitare rythmique
- Redge Guest : piano

### Production
- Jean Fernandez : producteur
- Bob Auger : ingénieur du son
- Eddie Kramer : technicien
- Jean Bouchéty : assistant musical
- Herman Leonard : photographe

## Singles
- Octobre 1963 (Barclay 70587) :

1. Ma maîtresse d'école (Don't School A Fool)
2. Te voici (Mean Woman Blues)
3. Tu n'as rien de tout ça ((You're the) Devil in Disguise)
4. Rien non rien (Run Fool Run)

- Novembre 1963 (Barclay 70602) :

1. Sentimentale (Baby I Don't Care (en))
2. Belle honey (Money Honey)
3. Blujean bop (Blue Jean Bop)
4. Comment vas-tu mentir (C'mon Everybody)